# Asia Pacific Poker Tour Saison 3
Résultats et tournois de la saison 3 de l'Asia Pacific Poker Tour (APPT).

## Résultats et tournois

### APPT 3 Macao
- Lieu : Lisboa Hotel & Casino,  Macao[1]
- Prix d'entrée : 40 000 HKD[1]
- Date : Du 25 au 30 août 2009[1]
- Nombre de joueurs :  429
- Prize Pool : 16 130 400 HKD
- Nombre de places payées :  48

| Place | Nom               | Prix          |
| ----- | ----------------- | ------------- |
| 1er   | Dermot Blain      | 4 194 000 HKD |
| 2e    | Mike Kim          | 2 984 100 HKD |
| 3e    | Daoxing Chen      | 1 855 000 HKD |
| 4e    | Darkhan Botabayev | 1 290 500 HKD |
| 5e    | Pontus Kers       | 887 200 HKD   |
| 6e    | Jicheng Su        | 580 700 HKD   |
| 7e    | Dbinder Singh     | 403 300 HKD   |
| 8e    | Brandon Demes     | 322 600 HKD   |
| 9e    | Stefan Hjorthall  | 242 000 HKD   |

### APPT 3 Auckland
- Lieu : Skycity Casino, Auckland,  Nouvelle-Zélande[2]
- Prix d'entrée : 3 250 NZD[2]
- Date : 14 octobre 2009[2]
- Nombre de joueurs :  263
- Prize Pool : 789 000 NZD
- Nombre de places payées :  32

| Place | Nom                  | Prix        |
| ----- | -------------------- | ----------- |
| 1er   | Simon Watt           | 209 000 NZD |
| 2e    | Jérôme Gitteau       | 142 020 NZD |
| 3e    | Jason Brown          | 82 845 NZD  |
| 4e    | Ke Sijia             | 55 230 NZD  |
| 5e    | Richard Lancaster    | 42 606 NZD  |
| 6e    | Jens Walther         | 31 560 NZD  |
| 7e    | Assadour Assadourian | 23 670 NZD  |
| 8e    | Lance Climo          | 18 936 NZD  |
| 9e    | Michael Shinzaki     | 14 202 NZD  |

### APPT 3 Cebu
- Lieu : Shangri-la Mactan Resort, Cebu,  Philippines[3]
- Prix d'entrée : 100 000 PHP[3]
- Date : Du 11 au 15 novembre 2009[3]
- Nombre de joueurs :  319
- Prize Pool : 29 086 420 PHP
- Nombre de places payées :  40

| Place | Nom               | Prix          |
| ----- | ----------------- | ------------- |
| 1er   | Dong-bin Han      | 7 410 000 PHP |
| 2e    | David Hilton      | 5 090 000 PHP |
| 3e    | Somyung Sim       | 2 900 000 PHP |
| 4e    | Kevin Clark       | 2 036 420 PHP |
| 5e    | Terry Fan         | 1 450 000 PHP |
| 6e    | Mark Pagsyin      | 1 150 000 PHP |
| 7e    | Nick Pronck       | 875 000 PHP   |
| 8e    | Phillip Willcocks | 700 000 PHP   |
| 9e    | Alexandr Tikholiz | 525 000 PHP   |

### APPT 3 Sydney
- Lieu : The Star Casino, Sydney,  Australie[4]
- Prix d'entrée : 6 300 AUD[4]
- Date : Du 1er au 6 décembre 2009[4]
- Nombre de joueurs :  396
- Prize Pool : 2 376 000 AUD
- Nombre de places payées :  48

| Place | Nom             | Prix        |
| ----- | --------------- | ----------- |
| 1er   | Aaron Benton    | 594 000 AUD |
| 2e    | Ernst Hermans   | 381 348 AUD |
| 3e    | Leo Boxell      | 213 840 AUD |
| 4e    | Wayne Carlson   | 166 320 AUD |
| 5e    | Tom Grigg       | 130 680 AUD |
| 6e    | Andrew Hiscox   | 106 920 AUD |
| 7e    | Barry Forrester | 83 160 AUD  |
| 8e    | David Formosa   | 65 340 AUD  |
| 9e    | Tom Slifka      | 47 520 AUD  |